# شاخی (روسیه)
شاخی (به لاتین: Shakhi) یک منطقهٔ مسکونی در روسیه است که در سرزمین آلتای واقع شده‌است.